# Rév Miklós
Rév Miklós, 1945-ig Roth Miklós (Sátoraljaújhely, 1906. október 20. – Budapest, 1998. május 22.) magyar fotóművész, fotóriporter.

## Életpályája
Roth Sámuel divatkereskedő és Polacsek Ida (1879–1954) fiaként született háromgyermekes családban. Egyéves korában családjával Pestre költözött. Tanulmányait az Iparművészeti Főiskola bútortervező szakán végezte. 1920–1945 között bútorasztalos volt. 1923-ban kezdett fényképezni. 1925–1926-ban Luxemburgban élt. 1926-ban tagja lett a Munkás Testedző Egyesületnek. 1934-ben a Szocialista Képzőművészek Csoportjának tagja lett. A második világháború alatt munkaszolgálatos volt. Egyik felvétele, melyet a munkaszolgálat alatt készített, a háború idején eljutott Angliába és megjelent egy jelentős angol lapban. 1945–1947 között fotóriporter volt, majd a Mafirt igazgatója lett. 1948-tól a Szabad Nép, a Népszabadság fotóriportere, a fotórovat vezetőjeként dolgozott. 1955-ben az első magyar fotóriporter Kínában. 1957-ben a Fotó szerkesztőbizottsági tagja lett. 1957-től a Magyar Fotóművészek Szövetségének tagja, 1965-től elnöke, majd tiszteletbeli elnöke volt.
Együtt dolgozott többek közt; Lengyel Lajossal, Bass Tiborral, Haár Ferenccel és Révai Dezsővel.
Felesége Orbán Gizella volt, Orbán István és Kágyi Julianna lánya, akit 1935. október 24-én Budapesten, az Erzsébetvárosban vett nőül.

## Képei
- Távvezeték szerelése (1962)

## Könyvei
- Tibet (1957)
- A Nagy Faltól a Csendes-óceánig (fotóalbum, 1958)
- Budapest (1959)
- Vietnám (1960)
- Vietnam művészete (1967)
- Távolodó jurták (1974)
- Szabad hazában (1976)
- Bevezetés a fotóriporteri munkába (1977)
- Rév Miklós; bev., szerk. Gera Mihály; Intera, Bp., 1997 (Fényképtár)

## Kiállításai

### Egyéni
- 1955, 1958, 1974, 1986 Budapest
- 1978 Salgótarján

### Csoportos
- 1934 Vasas Székház

## Díjai, elismerései
- Munka Érdemérem (1953)[2]
- Munka Érdemrend arany fokozata (1965; 1972)[3]
- Szocialista Kultúráért (1966)[4]
- Balázs Béla-díj (1970), I. fokozat
- Munka Érdemrend ezüst fokozata (1970)[5]
- Érdemes Művész (1973)
- Szocialista Magyarországért érdemrend (1976)[6]
- Aranytoll (1978)
- Magyar Népköztársaság Zászlórendje (1986)[7]